# Lista de primeiros-ministros de Tuvalu

Brasão de Armas de Tuvalu.

O primeiro-ministro de Tuvalu é o chefe de governo de Tuvalu. De acordo com a Constituição do país, o primeiro-ministro deve ser sempre um membro do Parlamento, e é eleito pelo Parlamento em votação secreta. Como não existem partidos políticos em Tuvalu, qualquer membro do Parlamento pode ser nomeado para a função. O Governador-Geral de Tuvalu é responsável pela realização da eleição, e por proclamar o vencedor.
O escritório do primeiro-ministro tuvaluano foi estabelecido quando o país ganhou a independência em 1978, embora o próximo primeiro-ministro é por vezes considerado uma continuação do anterior gabinete do ministro-chefe, que foi criado em 1975. O Primeiro-Ministro também serve sempre como o ministro de Relações Exteriores de Tuvalu. Se o primeiro-ministro morre, como aconteceu em certa ocasião, o vice-premiê se torna primeiro-ministro até que um novo é eleito pelo parlamento. O primeiro-ministro pode perder seu cargo por demissão, sendo derrotado em uma moção de censura pelo Parlamento, ou perder seu assento em uma eleição parlamentar. Vários ex-primeiros-ministros se tornaram governadores-gerais de Tuvalu.

## Primeiros-ministros de Tuvalu
| #  | Nome                        | Posse no cargo          | Saída do cargo          |
| -- | --------------------------- | ----------------------- | ----------------------- |
| 1  | Toaripi Lauti               | 1º de outubro de 1978   | 8 de setembro de 1981   |
| 2  | Tomasi Puapua               | 8 de setembro de 1981   | 16 de outubro de 1989   |
| 3  | Bikenibeu Paeniu            | 16 de outubro de 1989   | 10 de dezembro de 1993  |
| 4  | Kamuta Latasi               | 10 de dezembro de 1993  | 24 de dezembro de 1996  |
|    | Bikenibeu Paeniu            | 24 de dezembro de 1996  | 27 de abril de 1999     |
| 5  | Ionatana Ionatana           | 27 de abril de 1999     | 8 de dezembro de 2000   |
|    | Lagitupu Tuilimu (interino) | 8 de dezembro de 2000   | 24 de fevereiro de 2001 |
| 6  | Faimalaga Luka              | 24 de fevereiro de 2001 | 14 de dezembro de 2001  |
| 7  | Koloa Talake                | 14 de dezembro de 2001  | 24 de agosto de 2002    |
| 8  | Saufatu Sopoanga            | 24 de agosto de 2002    | 27 de agosto de 2004    |
| 9  | Maatia Toafa                | 27 de agosto de 2004    | 14 de agosto de 2006    |
| 10 | Apisai Ielemia              | 14 de agosto de 2006    | 29 de setembro de 2010  |
|    | Maatia Toafa                | 29 de setembro de 2010  | 24 de dezembro de 2010  |
| 11 | Willy Telavi                | 24 de dezembro de 2010  | 1 de agosto de 2013     |
| 12 | Enele Sopoaga               | 1 de agosto de 2013     | 19 de setembro de 2019  |
| 13 | Kausea Natano               | 19 de setembro de 2019  | 26 de fevereiro de 2024 |
| 14 | Feleti Teo                  | 26 de fevereiro de 2024 | presente                |